# Victoria Lafontaine
Victoria Lafontaine, född Valous 1841 i Lyon, död den 4 januari 1918 i Versailles, var en fransk skådespelerska. Hon var gift med Henri Lafontaine.
Victoria Lafontaine uppträdde på Gymnase i Paris och väckte livligt intresse i många stycken, som i Le gentilhomme pauvre, Piccolino, La perle noire, Les ganaches med flera. Efter övergången till Théâtre Français spelade hon i Il ne faut jurer de rien, L'école des femmes och så vidare, men rönte inte samma framgång som på Gymnase. År 1871 tog makarna Lafontaine avsked från teatern.